# From Bed to Worse
From Bed to Worse («Из кровати к худшему») — восьмая серия первого сезона американского мультсериала «Шоу Кливленда». Премьерный показ состоялся 29 ноября 2009 года на канале FOX.

## Сюжет
Ралло не нравится, что Кливленд становится главным в доме, поэтому он решает: или он, или я. Он ломает себе ногу, подстроив так, что Кливленд должен подумать на Донну. Впрочем, увидев, как глубоки чувства его мамы и Кливленда, он «объявляет перемирие».
Тем временем, Кливленд-младший собирается на школьную экскурсию в Вашингтон. Отец просит Роберту присмотреть за мальчиком, но та даже не собирается этого делать. Поехавшие с ними Тим и Арианна тоже по уши в своих проблемах, и им не до детей. В итоге, Кливленд и Роберта предоставлены сами себе.
Загулявшую Роберту Кливленд и Эрни находят в ночном клубе, где она уже вынужденно почти оголилась. Кливленд-младший, отвлекая внимание, вытаскивает её из этого «гнезда разврата».

## Создание[1]
Авторы сценария: Тери Шаффер и Рейнелл Свиллинг
Режиссёр: Энтони Агруса
Композитор:
Приглашённые знаменитости: Уилл Форте, Нат Факсон и Гленн Хоуэртон (камео, из сериала «В Филадельфии всегда солнечно»)

## Интересные факты

### Мелочи
- Несмотря на шедшие в тот вечер на других общедоступных каналах такие популярные программы, как Церемония награждения премией Эмми, Футбол в воскресенье вечером, The Amazing Race и широко разрекламированный фильм «Пёс по имени Рождество» (англ. A Dog Named Christmas), премьеру эпизода посмотрели 7 195 000 зрителей. Для сравнения, в тот же вечер на том же канале премьеру «Американского папаши» («G-String Circus[англ.]») посмотрели 6 391 000 человек, «Симпсонов» («Rednecks and Broomsticks») — 8 991 000 зрителей, «Гриффинов» («Dog Gone») — 8 482 000 человек[2].

### Критика
Эпизод получил неоднозначные отзывы от регулярных критиков:
- Обозреватель Ахсан Хак из IGN заметил, что «шоу опять пытается быть похожим на „Гриффинов“; ему нужно больше креативности; жители Стулбенда не так интересны, как их аналоги из Куахога» (the episode as another example of this show trying to be like a «Family Guy»; the show needs a bit more creativity; the citizens of Stoolbend just aren’t as interesting as their Quahog counterparts)[3][4].
- Журналист Тодд ВанДерВерфф из англ. The A.V. Club восхитился эпизодом за «показ встряски жителей Стулбенда после приезда Кливленда» и за под-сюжет о поездке, «показывающий объединение семьи» (how Cleveland’s arrival in these characters' lives has shaken those lives up; the field trip subplot for getting at some of the issues of blending a family)[5].